# Pavel Dobrý
Pavel Dobrý (* 1. února 1976 Klatovy) je bývalý český fotbalový útočník.

## Fotbalová kariéra
V české lize hrál za FC Viktoria Plzeň. Nastoupil v 9 ligových utkáních a dal 1 gól. Dále hrál v nižších soutěžích v Německu za FSV Hoyerswerda, 1. FC Magdeburg, SC Paderborn 07, Holstein Kiel, Dynamo Drážďany, Chemnitzer FC a Heidenauer SV.
V sezoně 1997/98 byl s 26 brankami nejlepším střelcem Divize A.

## Ligová bilance
| Ročník                 | Zápasy | Góly | Klub              |
| ---------------------- | ------ | ---- | ----------------- |
| Gambrinus liga 1998/99 | 9      | 1    | FC Viktoria Plzeň |
| CELKEM 1. česká liga   | 9      | 1    |                   |